# Johan Lindevall
Hans Johan Lindevall, född 28 augusti 1959 i Avesta församling i Kopparbergs län, är en svensk militär.

## Biografi
Lindevall avlade officersexamen 1983 och utnämndes samma år till fänrik i flygvapnet, varefter han anställdes vid Bråvalla flygflottilj 1985, befordrades till löjtnant 1986 och tjänstgjorde vid Blekinge flygflottilj. Han var divisionschef vid Blekinge flygflottilj 1996–1998, befordrad till överstelöjtnant 1997, och tjänstgjorde därefter vid Högkvarteret. Åren 2000–2004 tjänstgjorde han på Försvarshögskolan, först som chef för avdelningen för luftoperationer och därefter som chef för avdelningen för gemensamma operationer. Vidare har han tjänstgjort vid Europeiska unionens militära stab och som militär rådgivare vid Sveriges ständiga representation hos Europeiska unionen 2009–2012. Lindevall var biträdande försvarsattaché vid ambassaden i Paris från 2012 till sin pensionering 2014.
Lindevall invaldes som ledamot av Kungliga Krigsvetenskapsakademien 2008. Sedan 2023 är han akademiens andre sekreterare.